# بيلوبيداس
بيلوبيداس (مات 364 ق م)، هو سياسي وجنرال من طيبة في اليونان القديمة. يعود أصله من عائلة بارزة، وامتلك ثروة عظيمة والتي أنفقها على أصدقائه، بينما كان راضيا بعيشه حياة رياضي. في عام 385 ق م خدم في الجيش الطيبي الذي تم أرساله لدعم الإسبرطيين في معركة مانتينيا، حيث تم إنقاذ حياته عندما أصيب بجرح خطير أصابه به أبامينونداس. وعندما تم احتلال الحصن الطيبي من قبل الإسبرطيين (383 أو 382) هرب إلى أثينا، وقاد مؤامرة حيكت لتحرير طيبة. وفي عام 379 قام فريقه بمفاجأة وقتل معارضيهم السياسيين الرئيسيين، وألهب حماسة الناس ضد الحامية الإسبرطية التي استسلمت لجيش جمعه بيلوبيداس.
في تلك السنة والسنوات اللاحقة انتخب بيلوبيداس حاكما على بويوتيا، وحوالي العام 375 دحر قوة إسبرطية أكبر منه في معركة تيغيرا (قرب أورخومينوس). ويدين بهذا النصر بشكل رئيسي إلى شجاعة الفرقة المقدسة، وهم جماعة مختارة من 300 من المشاة. في معركة ليوكترا (371 ق م) ساهم كثيرا بنجاح تكتيكات إبامينونداس الجديدة بالسرعة التي جعلت الفرقة المقدسة قريبة من الإسبرطيين. في عام 370 ق م رافق صديقه إيبامينونداس إلى البيلوبونيز. وعند عودتهما تم اتهام كلا الجنرالين باحتفاظهم لقياداتهم بما يتجاوز الحقوق القانونية، ولكن لم تثبت التهم.
في عام 369، أرسل بيلوبيداس مع جيش ضد ألكساندر فيرايوس ردا على التماس قدمه الثيساليون. وبعد أن طرد ألكساندر، عبر إلى مقدونيا وحكم بين اثنين من المطالبين بالعرش. وجلب رهائن إلى الوطن لكي يضمن تأثير أهل طيبة، ومنهم أخ الملك، الذي أصبح فيما بعد فيليب الثاني فاتح اليونان. وفي السنة التالية دعي بيلوبيداس ثانية للتدخل في مقدونيا، ولكن أرغم على عقد اتفاق مع بطليموس الألوري بعد أن هجره مرتزقته. وعند عودته من خلال ثيساليا قبض عليه ألكساندر فيرايوس، وتطلب الأمر القيام بحملتين مع الطيبيين لضمان إطلاق سراحه. وفي عام 367 ق م ذهب بيلوبيداس في سفارة إلى الملك الفارسي وأقنعه لكي يعطيه مستوطنة يونانية حسب رغبات الطيبيين. وفي عام 364 ق م تلقى نداء آخرا من المدن الثيسالية ضد ألكساندر فيرايوس. ومع أن كسوف الشمس منعه من أن يجلب معه أكثر من حفنة من القوات، إلا أنه تمكن من إسقاط قوات الطاغية التي كانت متفوقة عليه على حافة كينوسكيفالاي؛ لكن كان يتمنى أن يقتل ألكساندر بيده، فتقدم للأمام أيضا بلهفة وقتل من قبل حراس ألكساندر.